# تكتوكة
التكتوكة (وأحيانا الطكطوكة)هي سلطة ومقبل في المغرب تتكون بالأساس من الطماطم والبصل والفليفلة وزيت الزيتون.
سلطة التكتوكة سلطة طازجة تتكون من الخضار الطازجة مثل الطماطم والبصل والفليفلة والليمون. السلطة يمكن تحضيرها عن طريق تطحين المكونات معا أو عن طريق تقطيعها في قطع صغيرة. السلطة تستهلك طوال العام. قد تقدم باردة أو دافئة قليلا، طالما حضرت مؤخرا، وقد تقدم مع الطاجين وغيره.

## تسمية
كلمة تكتوكة مشتقة من كلمة «طقطق» العربية ومعناها التقطيع أو التطحين.